# Фридрих II (Бранденбург-Ансбах-Кулмбах)
Вижте пояснителната страница за други личности с името Фридрих II.
Фридрих II Стария (на немски: Friedrich II (V) von Brandenburg, „der Ältere“, * 8 май 1460 в Ансбах, † 4 април 1536 в Ансбах) е маркграф на Бранденбург-Ансбах от 1486 до 1515 г. и маркграф на Бранденбург-Кулмбах от 1495 до 1515 г. Той принадлежи към бранденбургската линия на Хоенцолерните.
Фридрих е първият син на бранденбургския курфюрст Албрехт Ахилес (1414–1486) и втората му съпруга Анна Саксонска (1436–1512), дъщеря на курфюрст Фридрих II от Саксония.
След смъртта на баща му той става през 1486 г. маркграф на Бранденбург-Ансбах и управлява заедно с брат си Зигмунд (1468–1495). След смъртта на брат му Зигмунд, Фридрих става през 1495 г. също маркграф на Бранденбург-Кулмбах.
Заради луксозния му стил на жовот, финансовите задължения на страната и избухливия му темпарамент, Фридрих II е свален през 1515 г. от синовете му Казимир и Георг и е държан затворен 13 години до 1527 г. в замък Пласенбург над Кулмбах и по собствено желание е заведен от Георг в Ансбах, където умира през 1536 г.

## Фамилия
Фридрих II се жени на 14 февруари 1479 г. във Франкфурт на Одер за принцеса София от Полша (1464–1512), дъщеря на крал Кажимеж IV от Полша (Ягелони), с която има децата:
- Елизабет (*/† 1480)
- Казимир (1481–1527), маркграф на Бранденбург-Ансбах
- Маргарета (1483–1532)
- Георг (1484–1543), маркграф на Бранденбург-Ансбах
- София (1485–1537), ∞ 1518 херцог Фридрих II от Легница (1480–1537)
- Анна (1487–1539), ∞ 1518 херцог Вацлав II от Тешин († 1524)
- Барбара (1488–1490)
- Албрехт, велик магистър на Тевтонския орден, първият херцог на Прусия
- Фридрих (1491–1497)
- Йохан (1493–1525), вице-крал на Валенция
- Елизабет (1494–1518), ∞ 1510 маркграф Ернст I фон Баден-Дурлах (1482–1553)
- Барбара (1495–1552), ∞ 1528 ландграф Георг III фон Лойхтенберг (1502–1555)
- Фридрих (1497–1536), диригент на църковен хор във Вюрцбург и Залцбург
- Вилхелм (1498–1563), архиепископ на Рига
- Йохан Албрехт (1499–1550), архиепископ на Магдебург
- Фридрих Албрехт (1501–1504)
- Гумпрехт (1503–1528), домхер в Бамберг, папски пратеник